# Aqueduc et moulins de Barbegal
L'aqueduc et les moulins de Barbegal constituent un complexe romain de meunerie hydraulique situé à Fontvieille, à proximité de la ville d'Arles. Cet ensemble a été présenté comme « la plus grande concentration connue de puissance mécanique du monde antique ».
L'aqueduc est partiellement classé au titre des monuments historiques depuis le 12 juillet 1886, certaines de ses parties faisant l'objet d'une inscription depuis le 5 février 1937.

## Description

### Localisation et description
Situé dans la commune de Fontvieille, à environ sept kilomètres à l'est de la ville d'Arles, le vallon des Arcs est franchi par deux ponts aqueducs parallèles, en partie sur arches. Ce dispositif s'explique par les modifications intervenues sur l'aqueduc d'Arles au début du IIe siècle. L'ouvrage primitif comportait deux branches convergeant dans un bassin d'où partait un conduit unique alimentant Arles. Sa branche orientale fut détournée pour alimenter la meunerie de Barbegal, tandis que la branche occidentale continua à alimenter la ville d'Arles. Le pont nouvellement édifié traversait en tranchée le chaînon de la Pène pour alimenter la meunerie. L'eau actionnait deux séries de huit roues verticales à augets disposées de part et d'autre d'une allée centrale. Elles fournissaient l'énergie à des moulins à farine.

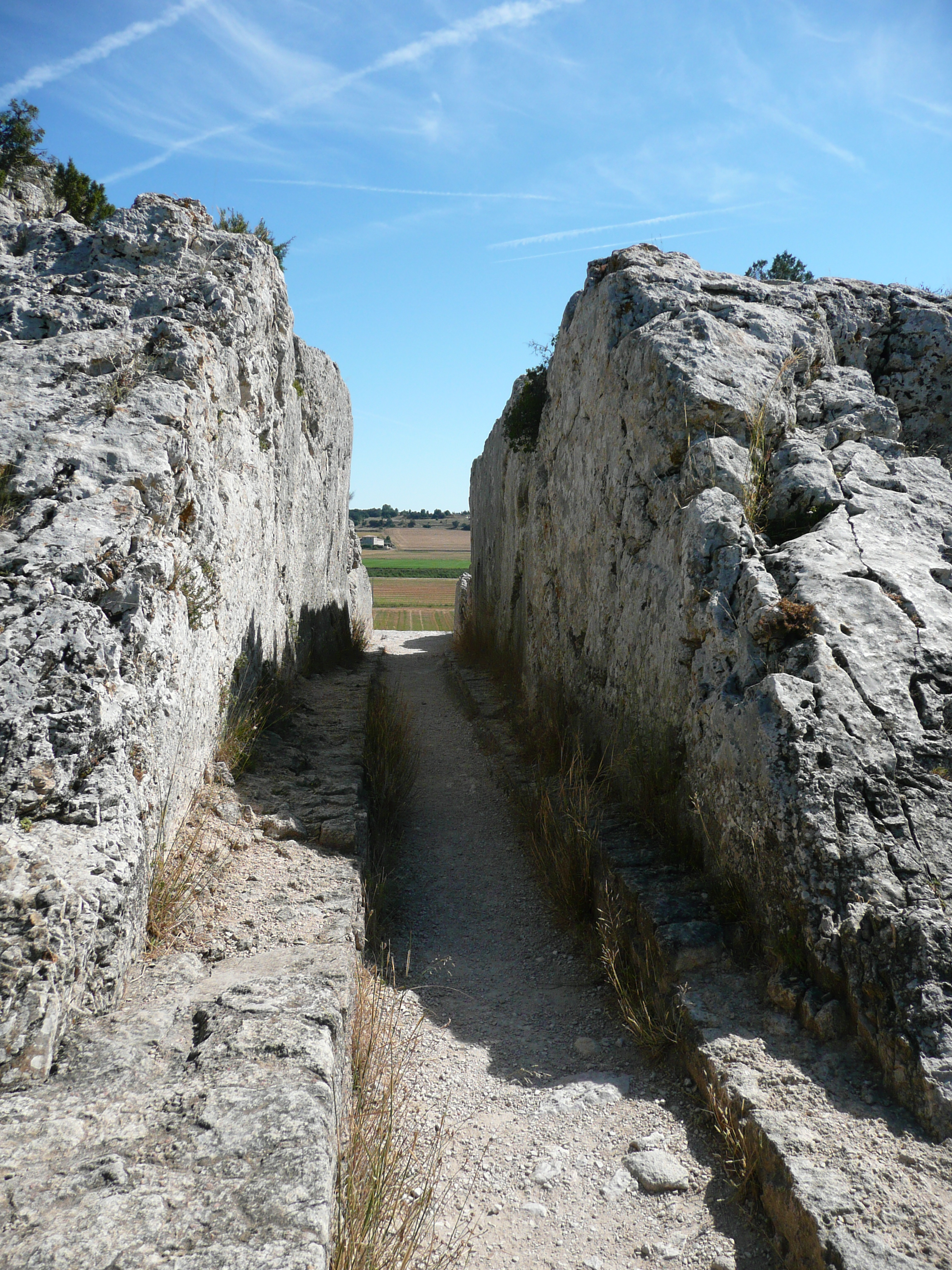
Aqueduc
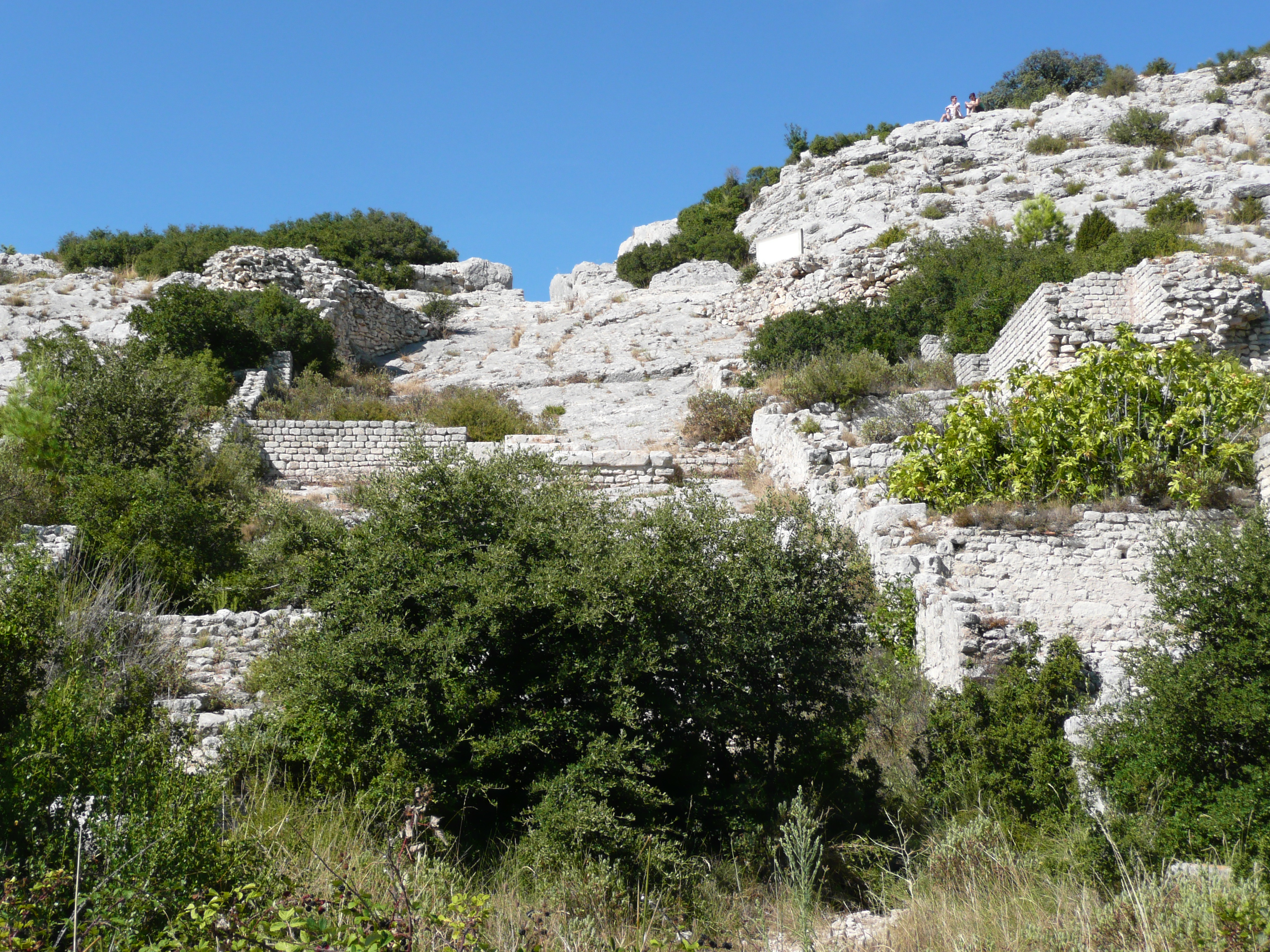
Vestiges de l'ouvrage vus de bas en haut.
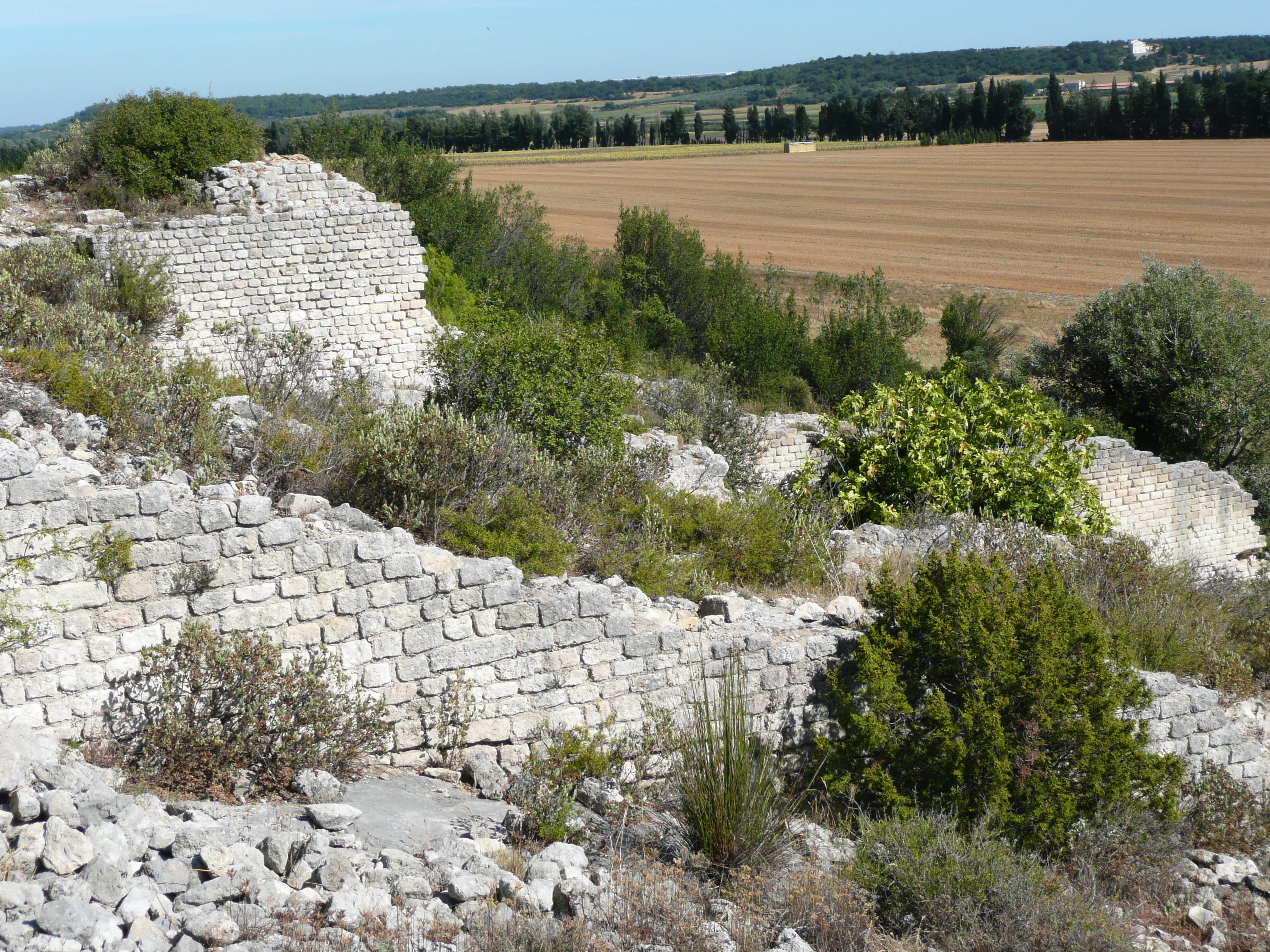
Moulin

## Origines
L'aqueduc et les moulins de Barbegal ont été construits pour desservir la ville d'Arles. La meunerie pouvait produire 4,5 tonnes de farine par jour, de quoi alimenter les 12 500 habitants d'Arles de cette époque. Toutefois, pour Henry-Paul Eydoux reprenant une hypothèse de Fernand Benoit, la meunerie de Barbegal était :
« Une affaire d'État, relevant vraisemblablement du service de l'annone, produisant pour les subsistances militaires et le ravitaillement officiel, avec une grande partie de la production réservée à l'exportation ».
Mais cette proposition a été infirmée par les fouilles conduites dans les années 1990. Une récente étude, basée sur l'analyse des dépôts calcaires présents sur les roues à aubes, suggère quant à elle que la farine produite par les moulins était utilisée pour produire de grandes quantités de pain à destination des bateaux.

## Concepteur et réalisateur

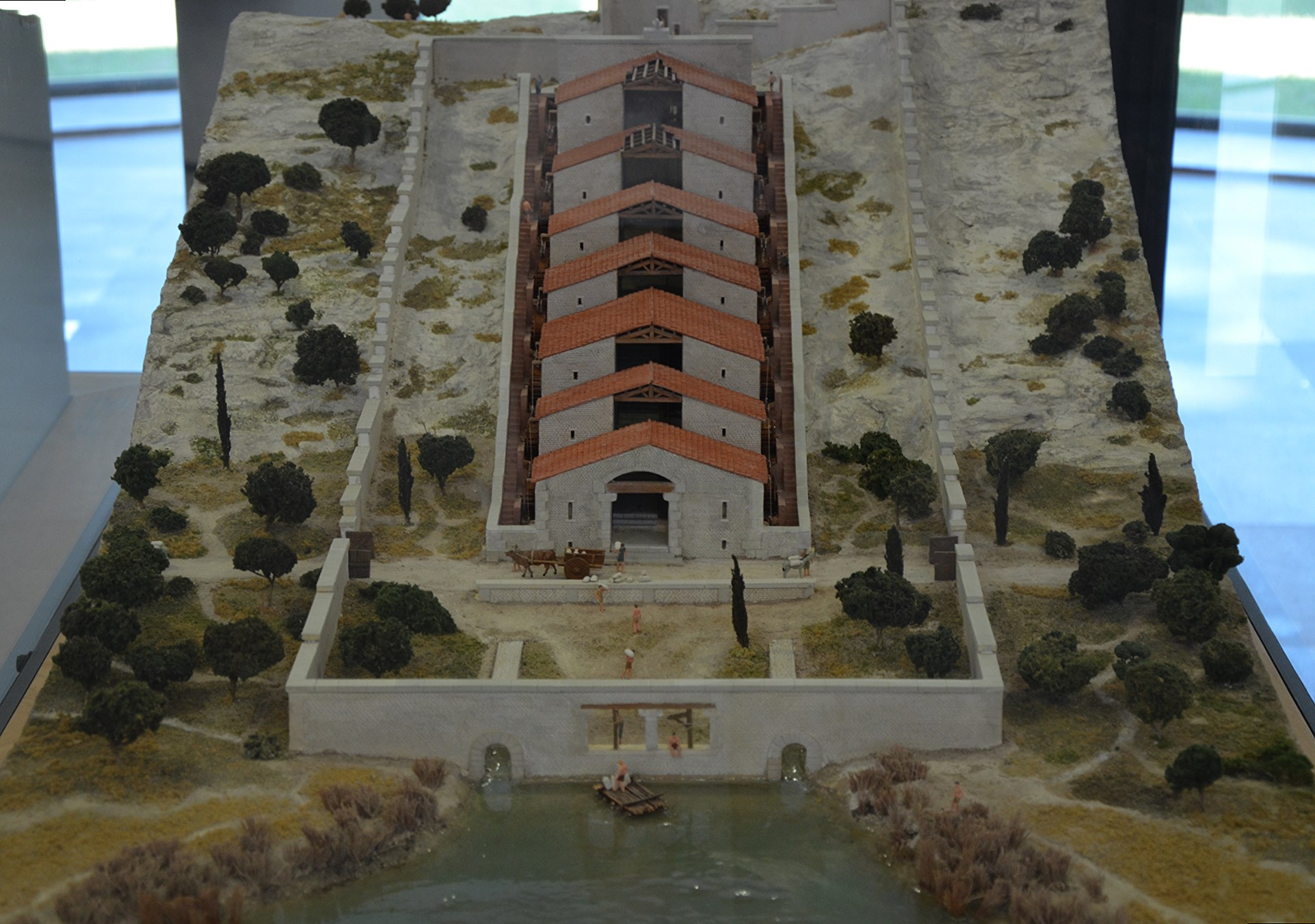
Maquette des moulins au Musée de l'Arles antique

Les fouilles de son émissaire oriental et celles du bassin amont du vallon des Arcs ont montré que ce complexe a été construit au début du IIe siècle et a fonctionné jusqu'au début du IIIe siècle. Le propriétaire en était probablement celui de la villa romaine proche de la Mérindole.
D'après Fernand Benoit, qui pensait que ces moulins dataient de la fin de l'Antiquité, ce complexe aurait été réalisé par l'ingénieur gallo-romain Q. Candidius Benignus qui appartenait au corps des charpentiers d'Arles et dont le sarcophage comportait une inscription suggestive louant les mérites du maître :
« doctior hoc nemo fuit potuit quem vincere nemo organa qui nosset facere aquarum aut ducere cursum »
« il n'en fut pas de plus savant et personne ne le surpassa dans l'art des ouvrages de mécanique et dans la conduite des cours d'eau,. »

## Caractéristiques et puissance
Le débit de l'aqueduc a été estimé entre 240 et 1 000 litres par seconde. Le dénivelé exploité par les moulins serait de 18 mètres. La puissance (P) maximale brute de l'aménagement devait être de l'ordre de 50 kW. En effet, la puissance (P) d'une chute est le produit de son débit par sa hauteur et est donnée selon la formule suivante :
{\displaystyle P=Q\cdot \rho \cdot g\cdot h}
où Q est le débit du liquide, ρ la masse volumique de ce dernier, g l'accélération de la pesanteur et h la hauteur de la chute. Ce qui donne pour de l'eau avec un débit de 300 L/s :
{\displaystyle P=0.3\cdot 1\,000\cdot 9.81\cdot 18=52\,974\,W}
À titre de comparaison, le barrage de Vallabrègues près de Beaucaire sur le Rhône a une puissance installée de 210 000 kW, soit 4 000 fois supérieure.
L'installation étant divisée en deux séries de 8 moulins, la puissance brute de chacun devait être de l'ordre de 3 000 watts.

## Restitution d'une roue de la meunerie
Entre 2017 et 2020, une équipe pluridisciplinaire (comité roue) a été constituée sous l'autorité de Philippe Leveau, pour la restitution d'une des roues de la meunerie. Un film (>Liens externes) résume le parcours de cette restitution.

## Situation actuelle
Le site a été partiellement classé monument historique en 1937. Aujourd'hui, des vestiges importants de ce complexe, aqueduc et meunerie, sont encore bien visibles. La roue restituée (comité roue : 2020), visible au château de Montauban, permet d'apporter un complément à la visite sur site.